# Цоколаев, Геннадий Дмитриевич
Генна́дий Дми́триевич Цокола́ев (24  июля 1916, Томск — 13 июля 1976, Орджоникидзе) — советский лётчик-ас истребительной авиации ВВС ВМФ СССР, участник Великой Отечественной войны, Герой Советского Союза (14.06.1942). Подполковник (22.05.1956).

## Биография
Родился в Томске в 1916 году; большинство источников и учетные документы, перечисленные в ОБД «Память народа», указывают датой рождения 24 июля 1916 года. Его отец, железнодорожный рабочий Дзантемир (Дмитрий) Ильич Цоколаев, умер, когда Геннадию было два года. После этого Геннадий жил в селе Ольгинское Кавказского края у родственников отца. Мать Геннадия умерла  примерно в 1963 году. Некоторое время он жил в Ростове. С 1929 года проживал в Москве. Окончил ФЗУ в 1933 году, учился на рабфаке. В 1935 году поступил в Ленинградский институт водного транспорта, но годом позже решил стать лётчиком.
В июне 1936 года был призван в Вооружённые силы и направлен курсантом в Военно-морское авиационное училище имени Сталина в городе Ейске, которое окончил в 1938 году. В ноябре 1938 года зачислен в ВВС Балтийского флота и назначен младшим лётчиком 13-го истребительного авиаполка ВМФ. В 1939—1940 годах участвовал в советско-финской войне, где выполнил 62 боевых вылета и лично сбил один самолёт противника (им оказался Fokker D.XXI, сбитый в воздушном бою 1 марта 1940 года).
С июня 1941 года принимал участие в боевых действиях Великой Отечественной войны, по-прежнему оставаясь в составе 13-го истребительного авиационного полка ВВС Балтийского фронта (полку было в январе 1942 года присвоено гвардейское звание и он получил наименование 4-й гвардейский истребительный авиационный полк ВВС Краснознамённого Балтийского флота). Участвовал в Прибалтийской оборонительной операции, в обороне Моонзунского архипелага и в обороне Ханко. При эвакуации Ханко улетал оттуда одним из последних, из-за неисправности самолёта с большим трудом дотянул до занятого нашими войсками Ораниенбаумского плацдарма и совершил посадку уже практически без горючего. В марте 1942 года стал командиром звена в 4-м гвардейском истребительном авиационном полку 61-й авиационной бригады ВВС Балтийского фронта. 
К 5 апреля 1942 года совершил 309 боевых вылетов (включая 62 на разведку и 57 на штурмовку, участвовал в 38 воздушных боях, сбил 6 самолётов противника лично и 11 в группе, потопил 10 финских катеров и истребил до 300 человек живой силы.
Указом Президиума Верховного Совета СССР «О присвоении звания Героя Советского Союза начальствующему составу Военно-морского флота» от 14 июня 1942 года за «образцовое выполнение боевых заданий командования на фронте борьбы с немецкими захватчиками и проявленные при этом отвагу и геройство» капитан Цоколаев Геннадий Дмитриевич удостоен звания Героя Советского Союза с вручением ордена Ленина и медали «Золотая Звезда».
В августе 1942 года стал командиром эскадрильи в 4-м гвардейском истребительном авиационном полку, а уже в сентябре повышен в должности до помощника командира 3-го гвардейского истребительного авиаполка ВВС КБФ по лётной подготовке и воздушному бою. 
В 1942 году окончил Курсы усовершенствования начальствующего состава ВВС ВМФ. Летом 1943 года был тяжело ранен, после лечения от лётной работы отстранён по состоянию здоровья и направлен на учёбу. В 1944 году окончил Высшие офицерские курсы ВВС ВМФ. С июня 1944 года служил начальником штаба 3-го гвардейского ИАП ВВС Балтийского флота, с января по апрель 1945 года был помощником командира этого полка по лётной подготовке и воздушному бою (в этот период боевых вылетов не совершал). С апреля 1945 года находился в распоряжении командующего ВВС Балтийского флота. В октябре 1945 года уволен в запас по состоянию здоровья.
Всего за время Великой Отечественной войны совершил 510 боевых вылетов, сбил лично 8 немецких и финских самолётов и 14 в группе (все победы одержал в 1941—1942 годах, сражаясь на считавшемся уже тогда устаревшем истребителе И-16). Дважды был ранен.
В феврале 1948 года вернулся на службу и назначен офицером организационно-мобилизационного отдела штаба 8-го ВМФ. В начале 1949 года ценой больших усилий добился полного восстановления физической формы и признан годным к лётной работе, после чего в январе 1949 года назначен командиром звена 18-го истребительного авиационного полка ВМФ, в июне 1950 года стал лётчиком отдельной транспортной эскадрильи этого полка, в марте 1951 — лётчиком 65-го отдельного транспортного авиаполка авиации ВМС. В мае 1955 года окончил курсы штурманов командных пунктов управления и наведения  истребительной авиации Центральных лётно-тактических курсов усовершенствования офицерского состава авиации ВМФ и назначен заместителем начальника штаба по командному пункту 4-й истребительной авиационной дивизии ВВС Черноморского флота. В июне 1956 года переведён на ту же должность в 15-ю истребительную авиационную дивизию ВВС Тихоокеанского флота. В июле 1958 года уволен в запас.
Жил в Кисловодске и Орджоникидзе, с 1963 года — в Москве. Погиб 13 июля 1976 года в автокатастрофе. Похоронен в пантеоне возле Осетинской церкви.

## Награды
- Герой Советского Союза (14.06.1942);
- два ордена Ленина (19.02.1942, 14.06.1942);
- два ордена Красного Знамени (21.04.1940, 16.03.1942);
- орден Красной Звезды(30.12.1956);
- Медаль «За боевые заслуги» (20.06.1949);
- Ряд других медалей СССР.

## Память
- Бюст Героя установлен в городе Владикавказе.
- Именем Геннадия Дмитриевича Цоколаева названы улица во Владикавказе и улица в родном селе Ольгинское.
- Имя Героя высечено на монументе славы в Лагерном саду города Томска.

## Комментарии
1. ↑  Этим объясняются ошибочные сведения о месте рождения в некоторых источниках.